# 야한(夜限) 사진관
《야한(夜限) 사진관》은 2024년 3월 11일부터 2024년 5월 6일까지 방영된 ENA 월화 드라마다.

## 기획 의도
오직 죽은 자들을 위해 존재하는 귀객 전문 사진관의 까칠한 사진사와 열혈 변호사가 서늘한 밤손님들과 생과 사를 오가며 펼치는 아찔하고 기묘한 이야기

## 제작진

### 제작사
- 슬링샷스튜디오
- 씨제스 스튜디오

### 제작
- 강보영
- 안창호
- 백창주
- 정연지

### 극본
- 김이랑

### 연출
- 송현욱 : KBS 2TV 아침 드라마 《그 여자의 선택》(조연출), KBS 1TV TV 소설 《청춘예찬》(공동 연출), KBS 2TV 주말 특별 기획 드라마 《열혈 장사꾼》(공동 연출), KBS 1TV 주말 특별 기획 드라마 《전우》(공동 연출), KBS 2TV 《KBS 드라마 스페셜 - 화평공주 체중감량사》(연출), KBS 2TV 《KBS 드라마 스페셜 - 기쁜 우리 젊은 날》(연출), KBS 2TV 《KBS 드라마 스페셜 - 82년생 지훈이》(연출), KBS 2TV 월화 드라마 《브레인》(공동 연출), KBS 2TV 《KBS 드라마 스페셜 연작 시리즈 - 국회의원 정치성 실종사건》(연출), KBS 2TV 월화 드라마 《해운대 연인들》(공동 연출), KBS 2TV 《KBS 드라마 스페셜 - 엄마의 섬》(연출), tvN 금토 드라마 《연애 말고 결혼》(연출), tvN 금토 드라마 《슈퍼대디 열》(연출), tvN 월화 드라마 《또 오해영》(연출), tvN 월화 드라마 《내성적인 보스》(연출), JTBC 월화 드라마 《뷰티 인사이드》(공동 연출), JTBC 금토 드라마 《우아한 친구들》(공동 연출), JTBC 금토 드라마 《언더커버》(공동 연출), KBS 2TV 월화 드라마 《연모》(공동 연출), MBC 금토 드라마 《금수저》(연출) 연출

## 등장 인물

### 주요 인물
- 주원 : 서기주 역 - 야한 사진관의 사진사이자 7대 사장
- 권나라 : 한봄 역 - 귀신보다 불의를 더 못 참는 열혈 변호사, 얼떨결에 '기주'와 사진관 동업을 하게 된다.
- 유인수 : 고대리 역 - 연애 한 번 못해보고 모태 솔로로 세상을 하직한 '야한 사진관' 귀객 영업 담당
- 음문석 : 백남구 역 - 귀신 잡는 해병대 출신으로, 조폭도 일망타진했던 잘 나가는 강력계 형사 출신. 야한 사진관 잡무 담당.

### 서기주 주변 인물
- 박기웅 : 서기원 역 - '야한 사진관'의 6대 사진사이자 서기주의 삼촌.

### 한봄 주변 인물
- 이봄소리 : 김지원 역 - 한봄의 친구.
- 김영옥 : 소금순 역 - 한봄의 할머니이자 '야한 사진관'의 건물주.
- 유성주 : 이현오 역 - 한봄의 검사 시절 상사이자 현직 동부지검장.
- 안창환 : 이선호 역 - 경찰서 경위.

### 고 대리 주변 인물
- 한상진 : 김 과장 역 - 고 대리의 옛 상사.

### 백남구 주변 인물
- 한그루 : 진나래 역 - 백남구의 아내.

### 기타 인물
- 박정아 : 강수미 역 - 한봄의 선배 변호사.
- 서우진 : 임윤해 역 - 꼬마 귀객.
- 박두식 : 김윤철 역
- 김광규 : 베드로 신부 역
- 류성현 : 자살귀 역
- 서지훈 : 윤소명 역
- 미상 : 작업 반장 역
- 미상 : 불을 내뿜는 악귀 역
- 최태준 : 최훈 역
- 이지원 : 나현주 역
- 이현걸 : 악귀 역
- 미상 : 사자 역
- 미상 : 귀객 역
- 미상 : 스님 역

### 특별 출연
- 서영희 : 장보라 역
- 임지규 : 박성준 역
- 박병은 : 서남국 역
- 성지루
- 고규필
- 한채아
- 조동혁

## 시청률
최저 시청률과 최고 시청률은 시청률 조사회사와 지역별로 시청률에 차이가 있을 수 있습니다.
| 회차   | 방송일   | AGB 시청률     | AGB 시청률   |
| 회차   | 방송일   | 대한민국(전국) | 서울(수도권) |
| ------ | -------- | -------------- | ------------ |
| 제1회  | 3월 11일 | 2.107%         | 2.221%       |
| 제2회  | 3월 12일 | 2.508%         | 2.443%       |
| 제3회  | 3월 18일 | 2.346%         | 2.569%       |
| 제4회  | 3월 19일 | 2.477%         | 2.398%       |
| 제5회  | 3월 25일 | 2.293%         | 1.988%       |
| 스페셜 | 3월 26일 | -              | -            |
| 제6회  | 4월 1일  | 2.233%         | 2.261%       |
| 제7회  | 4월 2일  | 1.765%         | 1.760%       |
| 제8회  | 4월 8일  | 2.176%         | 2.447%       |
| 제9회  | 4월 9일  | 2.068%         | 2.213%       |
| 제10회 | 4월 15일 | 2.149%         | 2.232%       |
| 제11회 | 4월 16일 | 2.085%         | 1.865%       |
| 제12회 | 4월 22일 | 1.398%         | 1.428%       |
| 제13회 | 4월 23일 | 2.282%         | 2.439%       |
| 제14회 | 4월 29일 | 1.608%         | 1.369%       |
| 제15회 | 4월 30일 | 1.974%         | 2.072%       |
| 제16회 | 5월 6일  | 1.963%         | 1.927%       |

## 결방
- 2024년 3월 26일 : 《2026년 FIFA 월드컵 아시아 2차 예선》 중계 방송 여파로 인해 스페셜 방송 편성.

## 참고 사항
- 주원, 음문석은 고스트 스튜디오에 소속되어 있다.